# ボックス1世
ボックス1世（ボックス1せい、生没年不詳）はマウレタニア王（在位：紀元前110年ごろ - 紀元前80年代ごろ）。ヌミディア王ユグルタの義理の父にあたり、ユグルタ戦争では当初娘婿にあたるユグルタと同盟し、古代ローマに対抗したが、戦争は長期化し、なかなか決着がつかなかった。紀元前105年にボックス1世はユグルタを裏切り、ユグルタはローマで捕らえられ投獄された。その後ユグルタが治めたヌミディア王国は、一部の領土をボックス1世とローマが分割した。

## 名前
ボックス1世の名前「ボックス」は男性の名前として使用され、A.ペルグラン（A. Pellgrin）によるとベルベル語の名前（おそらく「Wekkus」）をラテン語に改めたものである。この名前は、「ライオン」もしくはアオカスの方言では「サメ」を意味するトゥアレグ語の「Aweggas」に関連している可能性が指摘されている。アルジェリアのアオカスや、チュニジアのジェベル・Ouekkasなど、北アフリカの都市の中には、都市名が語源的に見て関連しているものがいくつかある。

## 生涯と家族
ボックス1世やマウレタニア王国について、ほとんど何もわかっていない。ボックス1世はおそらく、隣国ヌミディアの王マシニッサと同時代に生きたマウレタニアの王バガの息子、もしくは孫であったと考えられている。
ボックスが統治していたマウレタニア王国は、大西洋とムールーヤ川（Mulucha）に接していた。ローマの歴史家ガイウス・サッルスティウス・クリスプスは、『ユグルタ戦争』の中で次のように記している。
ムーア人はみな、ボックス王によって統治されていた。ボックス王はローマ人を、その名前以外には何も知らず、同様に私たち（ローマ人）も、あの時までは平時であれ戦時中であれ、ボックス王のことは知らなかった。—ガイウス・サッルスティウス・クリスプス、19章、ユグルタ戦争
サッルスティウスの記述によれば、慣わしのために、ボックスは多くの妻を持ち、存在が知られている4人の子供がいた。ヌミディア王国のユグルタと結婚したある娘（名前は不詳）や、ボックスの後継者となったマスタネソスス（ソスス）、そして他にもBogud（1世紀のマウレタニア王Bogudとは別人）とVoluxという二人の息子がいた。

## ユグルタ戦争
紀元前108年頃、ローマとヌミディアの戦争が激化する中で、ボックスはどっちつかずな姿勢をとっていた。ユグルタがボックスに自身の王国の3分の1を与えると約束したため、ボックスはユグルタと同盟を結んだが、この同盟軍は紀元前106年、第二次キルタの戦いにてガイウス・マリウス率いるローマ軍に敗れた。
ユグルタがローマ軍の攻撃を切り抜け、戦争が長期化するにつれ、ボックスは同盟関係を見直し始めた。野心的だったクァエストル（財務官）・ルキウス・コルネリウス・スッラに相談を求め、マウレタニアの使節がローマに派遣された。元老院は同盟を慎重に勧めつつも、同盟への積極的な献身を示すことを求めた。ボックスは再びスッラに助言を求め、ボックスはユグルタとの会談をもちこんで、ユグルタを捕らえた。ボックスはユグルタの身柄をスッラに引き渡した。
条約によって、ボックスとローマはヌミディア王国を分割した。マリウスには、対ヌミディア勝利を祝した凱旋式が行われた。またスッラは、ボックスが作らせた、ボックスがユグルタの身柄をスッラに引き渡す様子を描いた金の指輪を、常に身に着けていたという。
またボックスは、ローマで見世物として扱われていたヒョウやライオンといったアフリカに生息する珍しい動物を、ローマに送り届けていた。

## 後継者たち
ボックス1世の跡は息子のマスタネソススが継いだ。マスタネソススはマウレタニア王国を、2人の息子、ボックス2世とBogudに譲り、マウレタニア王国を分割してそれぞれが統治した。この2人の王はローマの内戦に乗じて対立し、ボックス2世がBogudの領土を奪取した。ボックス2世が紀元前33年に亡くなると、マウレタニアはローマのクライエント王国（従属国）となった。